# Élections législatives taïwanaises de 2012
Les élections législatives taïwanaises de 2012 se déroulent en République de Chine (Taïwan) le 14 janvier 2012, le même jour que l'élection présidentielle.

## Partis en lice
| Parti | Parti                              | Chef de file | Chef de file  | Idéologie                                                          |
| ----- | ---------------------------------- | ------------ | ------------- | ------------------------------------------------------------------ |
|       | Kuomintang                         |              | Ma Ying-jeou  | « Trois principes du peuple », nationalisme chinois, conservatisme |
|       | Parti démocrate progressiste       |              | Tsai Ing-wen  | Social-démocratie, nationalisme taïwanais                          |
|       | Qinmindang                         |              | James Soong   | Nationalisme chinois, conservatisme                                |
|       | Nouveau Parti                      |              | Yok Mu-ming   | Nationalisme chinois, conservatisme                                |
|       | Union pour la solidarité de Taïwan |              | Huang Kun-fei | Taïwanisation, indépendance de Taïwan                              |

## Résultats
|                                     | Kuomintang                    | 5 863 379 | 44,55 | 64  | -17   | 56,64 |
| Qinmindang                          | 722 089                       | 5,49      | 3     | +2  | 2,65  |       |
| Nouveau Parti                       | 195 960                       | 1,49      | 0     |     |       |       |
| Coalition pan-bleue                 |                               | 51,48     | 67    | -18 | 59,29 |       |
|                                     | Parti démocrate progressiste  | 4 556 526 | 34,62 | 40  | +13   | 35,40 |
| Union pour la solidarité de Taïwan  | 1 178 896                     | 8.96      | 3     | +3  | 2.65  |       |
| Coalition pan-verte                 |                               | 43,56     | 43    | +16 | 38,05 |       |
|                                     | Union solidaire non-partisane |           |       | 2   | -1    | 1,77  |
| Indépendants                        |                               |           | 1     |     | 0,88  |       |
| Total                               | Total                         |           |       | 113 |       |       |
| Source: Central Election Commission |                               |           |       |     |       |       |